# Synagoga v Podivíně
Synagoga v Podívíně byla židovská modlitebna ve městě Podivín na jižní Moravě.

## Historie
Postavena byla roku 1630 v jižní části zdejšího židovského ghetta, tzv. Dolní čtvrti.
Následkem tragických událostí druhé světové války a tzv. holokaustu pak došlo k razantnímu zmenšení zdejší židovské obce, budova byla během války při osvobozovacích bojích v roce 1945 poškozena dělostřeleckou palbou, poté pak přestala být využívána k náboženským účelům. Její demolice proběhla po roce 1960.
Z jejích pozůstatků je nadále patrná podezdívka pod parcelou, kde stála, kompenzující terén svahu.

## Architektura
Na místě starší modlitebny byla v roce 1661 postavena nová synagoga na půdorysu obdélníku o rozměrech 11,5 × 20 m s vysokým čtyřsloupím almemoru uprostřed hlavního sálu. Interiér byl zaklenut osmi křížovými klenbami a kupolí mezi sloupy.Na severní straně v patře byla galerie pro ženy. Klasicistní úprava exteriéru synagogy byla provedena kolem roku 1820.